# Héctor Calegaris
Héctor O. Calegaris (ur. 27 czerwca 1915 w Buenos Aires, zm. 3 marca 2008) – argentyński żeglarz sportowy, srebrny medalista olimpijski z Rzymu.
Zawody w 1960 były jego jedynymi igrzyskami olimpijskimi. W 1960 zdobył srebrny medal olimpijski w rywalizacji w klasie Dragon. Załogę jachtu stanowili także Jorge Salas Chávez i Jorge del Río. W 1959 triumfował w tej klasie na igrzyskach panamerykańskich.